# Tupolew I-14
Die Tupolew I-14 (russisch Туполев И-14, auch: ANT-31, АНТ-31) war ein sowjetisches Jagdflugzeug; es wurde von Pawel Suchoi entworfen, der zu jener Zeit im zum ZAGI gehörenden Konstruktionsteam von Andrei Tupolew arbeitete.

## Entwicklung
Die ersten Entwürfe entstanden 1932. Die Maschine war als Tiefdecker in Ganzmetallbauweise ausgelegt und sollte ein einziehbares Fahrwerk erhalten.
1933 absolvierte der Prototyp seinen Erstflug. Er war noch mit einem starren Skifahrwerk ausgestattet und wurde von einem Bristol-Mercury-Triebwerk angetrieben.
Das erste Serienexemplar flog ein Jahr später und erhielt den sowjetischen M-22-Motor, der später durch den stärkeren M-25 ersetzt wurde. Die I-14 wies hervorragende Flugeigenschaften auf und es wurde angeordnet, von diesem Typ 55 Stück zu bauen. Später erschien noch eine als I-14bis bezeichnete Weiterentwicklung mit einem Wright R-1820´-F-3-Antrieb. Letztendlich wurden jedoch nur 18 Flugzeuge in zwei Versionen gebaut, da das Modell im Vergleich zur Polikarpow I-16 sehr viel komplizierter aufgebaut war, was sich natürlich auf die Produktionszeiten und den Wartungsaufwand auswirkte.
Mit der I-14 wurden auch Schießversuche mit zwei einschüssigen großkalibrigen Kurschewski-APK-Kanonen durchgeführt. Sie verliefen nicht sehr erfolgreich, weil das Flugzeug für diese Art der Bewaffnung nicht ausgelegt war. Tupolew entwickelte deshalb die zwei speziell dafür vorgesehenen Typen I-12 und DIP.

## Technische Daten
| Kenngröße             | Daten |
| --------------------- | --- |
| Besatzung             | 1 |
| Länge                 | 6,10 m |
| Spannweite            | 11,20 m |
| Flügelfläche          | 16,8 m² |
| Flügelstreckung       | 7,5 |
| Startmasse            | 1.455 kg                                                                                                   |
| Antrieb               | ein luftgekühlter 9-Zylinder-Sternmotor M-22                                                               |
| Startleistung         | 426 kW (ca. 580 PS)                                                                                        |
| Höchstgeschwindigkeit | 384 km/h in 5000 m Höhe                                                                                    |
| Steigzeit             | 8,2 min auf 5000 m Höhe                                                                                    |
| Gipfelhöhe            | 9400 m |
| Bewaffnung            | ein 7,62-mm-MG PW-1 zwei einschüssige 37-mm-Kanonen Kurschewski APK (Awiazionnaja Puschka, Flugzeugkanone) |